# Đại Việt sử lược
Le Đại Việt sử lược (chinois classique: 大越史略, littéralement : Abrégé de l'Histoire du Đại Việt) ou Việt sử lược (越史略, Histoire abrégée du Viet) est un recueil historique compilé sous la Dynastie Trần. Cet ouvrage en 3 volumes, achevé en 1377, couvre l’Histoire du Vietnam depuis le règne de Triệu Đà jusqu'à la chute de la Dynastie Lý. Au cours de la Quatrième occupation chinoise du Vietnam, ce livre, et avec lui l'essentiel des archives officielles de la dynastie Trần, fut emmené en Chine et rassemblé par la suite dans le Siku Quanshu. Le recueil du Đại Việt sử lược est considéré comme la plus ancienne chronique conservée de l’histoire du Vietnam.

## Constitution du recueil
On ignore la date exacte de la composition du Đại Việt sử lược mais d’après le dernier chapitre du livre, qui porte en titre le nom de l’ère Trần Phế Đế, il était achevé en 1377,. On ignore tout autant le nom de l’auteur mais selon diverses sources, il s'agirait du chroniqueur Sử Hy Nhan. Ce haut fonctionnaire, reçu premier aux Examens impériaux de 1363, était si réputé pour sa connaissance de l'histoire que l'empereur Trần décida de changer son patronyme de « Trần » en « Sử » (qui signifie « histoire » en vietnamien). D'après d’autres sources, le Đại Việt sử lược ne serait qu'une version résumée du Đại Việt sử ký, chroniques composées par Lê Văn Hưu en 1272, voire peut être seulement des Việt chí (Annales du Viet) de Trần Phổ, avec des chapitres supplémentaires relatifs à la Dynastie Trần ; toutefois l'absence de tradition indirecte ne permet pas de confirmer l'une ou l'autre de ces hypothèses. 
Au cours de la Quatrième occupation chinoise du Vietnam, plusieurs archives importantes pour l'histoire du Đại Việt furent confisquées par la Dynastie Ming, dont le Đại Việt sử ký, et disparurent ensuite,,,. Malgré son transfert en Chine, le Đại Việt sử lược fut conservé dans sa forme d'origine et rejoignitSiku Quanshu, la bibliothèque impériale de la Dynastie Qing, sous le titre de Việt sử lược ; le premier idéogramme, Đại (大, qui signifie Grand) fut supprimé pour marquer la précédence chinoise. C'est pourquoi cet ouvrage est considéré comme le plus ancien recueil d'annales encore intactes relatives à l’histoire du Viêt Nam,, et le livre le plus précieux jamais ramené de Chine au Vietnam. En 1978, le Đại Việt sử lược fut le premier livre sur l'histoire du Vietnam à être traduit directement du chinois classique en russe.

## Contenu
Le Đại Việt sử lược a été rédigé en chinois classique et couvre l’histoire du Vietnam depuis le règne de Triệu Đà (IIe siècle av. J.-C.) jusqu’à la chute de la Dynastie Lý (1225) avec en annexe une liste des différentes ères des empereurs Trần, depuis Trần Thái Tông jusqu’à Trần Phế Đế. L'ouvrage comprend trois volumes (quyển) :
1. le Quốc sơ diên cách correspond à la période de la fondation de Văn Lang, la première nation du Vietnam au VIIe siècle av. J.-C.[14] jusqu’à la Rébellion des douze seigneurs (Xe siècle) ;
2. les second et troisième volumes portent le titre de Nguyễn kỷ (Période des Nguyễn)[1] : ils sont consacrés à la Dynastie Lý, mais le nom de la famille royale des Lý a été changé en « Nguyễn » par les rois de la dynastie Trần pour éviter tout rapprochement avec Trần Lý, grand-père de l’empereur Trần Thái Tông, et faire oublier aux sujets le nom de l'ancienne dynastie[15].

Le Đại Việt sử lược est disparate : si certaines périodes sont décrites en détail, d'autres ne bénéficient que de brèves sections. L’auteur du Đại Việt sử lược paraît attacher une importance particulière au règne de la dynastie Lý, avec des mentions très détaillées, tandis que la période allant jusqu'au milieu du Xe siècle repose presque exclusivement sur des sources chinoises.